# Gebed zonder end

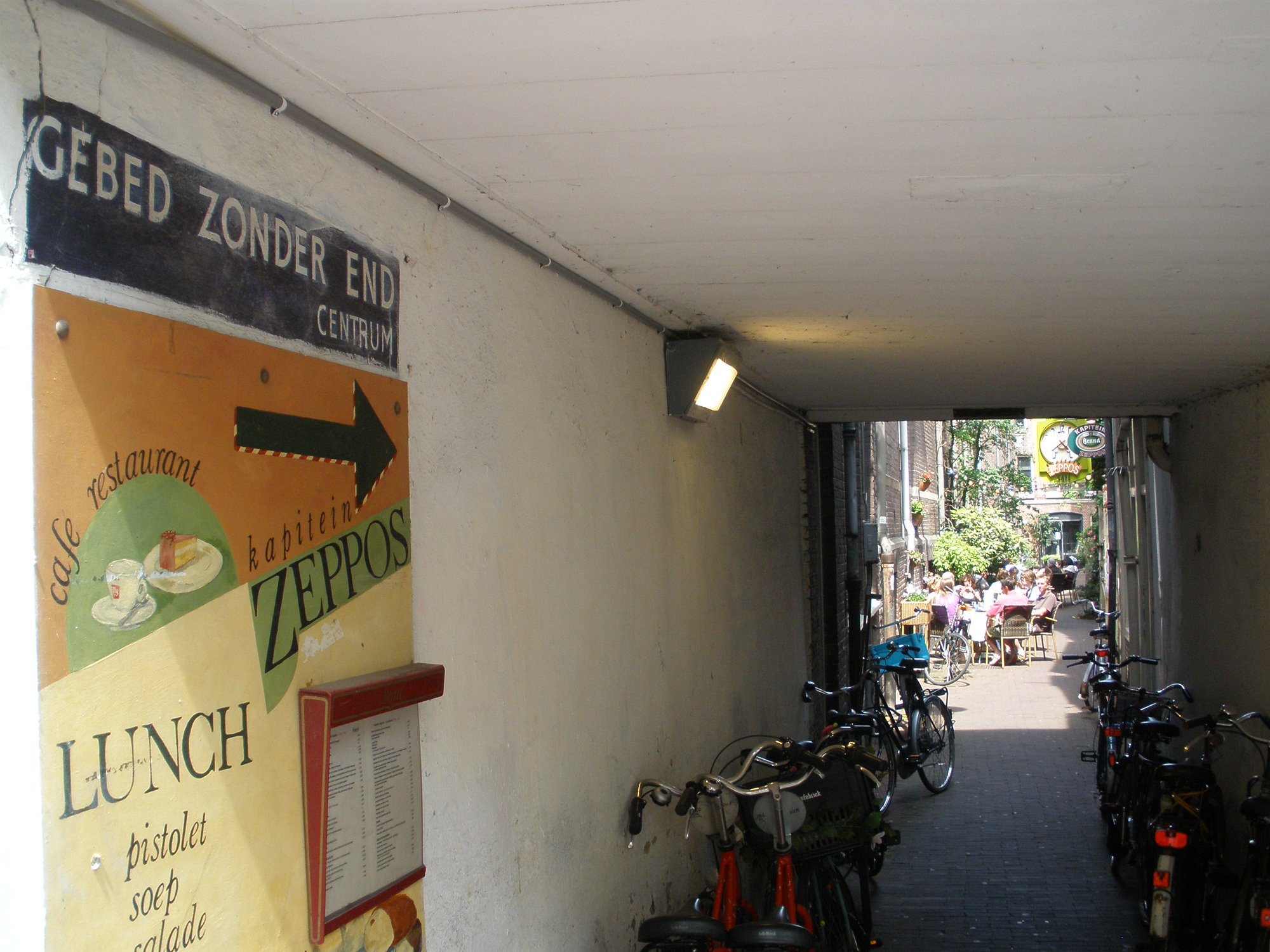
Gebed zonder end

Het Gebed zonder end is een steegje in Amsterdam, evenwijdig aan de Nes en Oudezijds Voorburgwal, dat de Kuiperssteeg verbindt met de Grimburgwal. De zuidelijke ingang van het steegje ligt schuin tegenover de gebouwen van het voormalige  Binnengasthuis; het ligt onder een poortgebouw. De steeg is voetgangersgebied.
De naam van de steeg is op de muur geschilderd omdat het naambord veelvuldig werd gestolen.
De naam van de steeg verwijst waarschijnlijk naar de vele kloosters die in de middeleeuwen in dit deel van Amsterdam stonden. Voor de Alteratie in 1578 stond de buurt bekend als de "Stille Zijde". Op de plek van de steeg stond het Sint Claraconvent, een nonnenklooster dat rond 1397 gesticht werd. Het kloostererf omvatte het zuidelijkste blok tussen de Nes en Oudezijds Voorburgwal, maar reikte net niet tot aan de Grimburgwal omdat hier de middeleeuwse stadswal lag.